# گیبرت نوژنتی

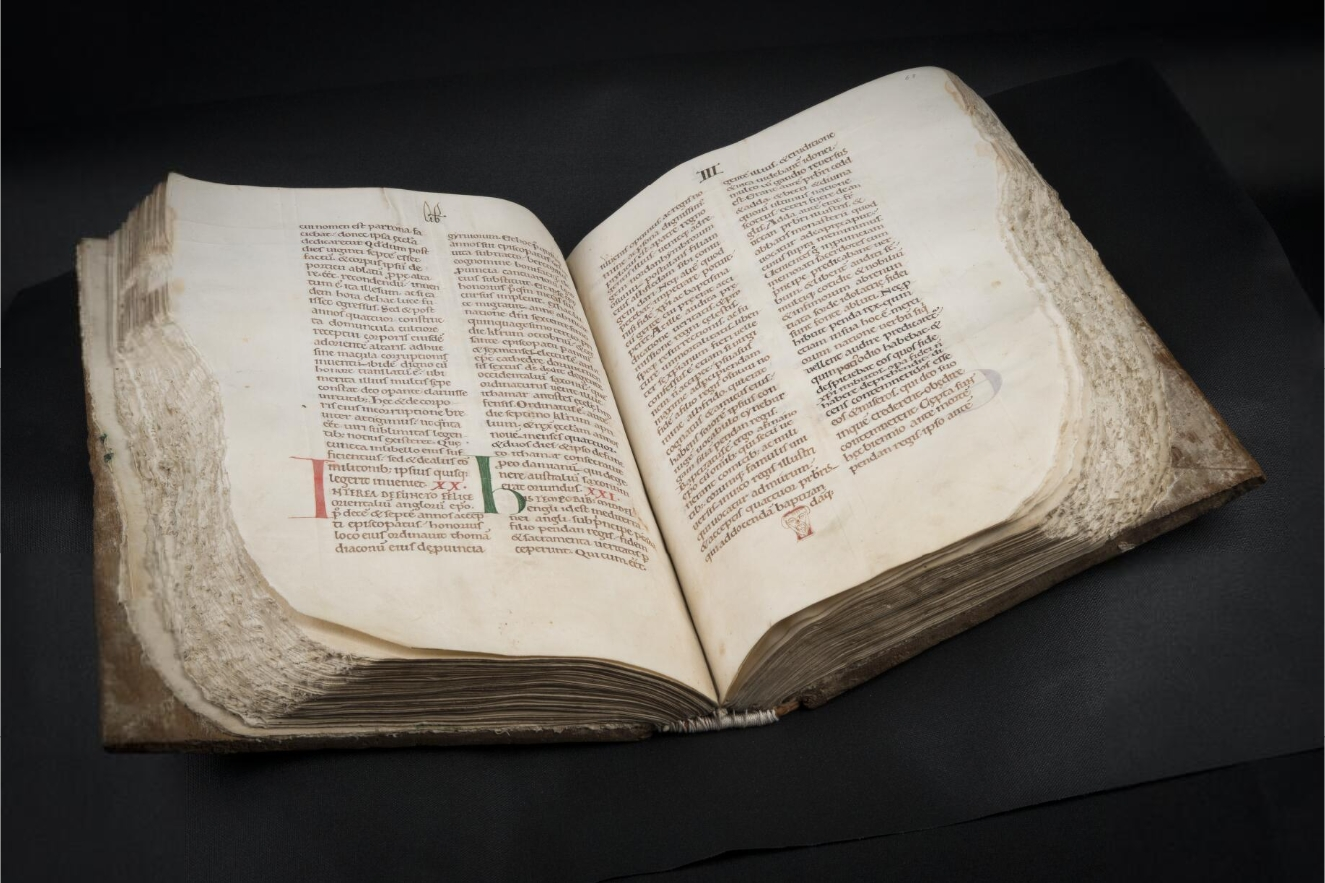
کتابی از گیبرت نوژنتی

گیبرت نوژنتی (انگلیسی: Guibert of Nogent)، راهب، عالم الهیات، تاریخ‌نگار، شرح‌حال‌نویس و وقایع‌نگار لاتینی‌زبان نخستین جنگ صلیبی و وقایع نخستین سال‌های استقرار صلیبیون در اراضی مقدس است. خلاصه زندگی وی از طریق شرح‌حال‌نامه خودنگاشت او به دست می‌آید.
گیبرت در سال ۱۰۵۵ در خانواده‌ای از طبقه اشراف فرانسوی و در شهر کلرمون به دنیا آمد. وی در نوجوانی به کلیسای صومعه سن‌گرمر ان فلای وارد شد و به تحصیل علوم دینی پراخت و در سال ۱۱۰۴ به ریاست دیر بندیکتی نوژنت-سوس-کوسی انتخاب شد.
وی یکی از سه روحانی برجسته غربی بود که در سال ۱۱۰۹ با اتکا بر تألیفات در زمینه الهیات به تجدید نگارش گزارش مردم‌پسند و سادهٔ مورخ گمنام از نخستین جنگ صلیبی با عنوان گشتا اقدام کرد و تلاش کرد تا اثر وی او را لحنی انتقادآمیز و اخلاقی دهد و آن را دی گشتا پر فرانکوس نام نهاد. گزارش گیبرت مبتنی بر کتاب گشتاست ولی او باورها و اعتقادهای مذهبی زمینه‌ساز در ایجاد جنگ صلیبی را به‌طور جسورانه‌تر و با شدت بیشتری بیان کرده‌است.